# カリフォルニア湾
カリフォルニア湾（カリフォルニアわん、スペイン語: Golfo de California）は、メキシコ北西部、北米大陸とバハ・カリフォルニア半島との間の南北方向に伸びる細長い湾である。コルテス海（西: Mar de Cortés、米：Sea of Cortez）とも呼ばれる。2005年に、UNESCOの世界遺産に「カリフォルニア湾の島々と自然保護区群」の名前で登録された。

## 地理
太平洋の中央海嶺である東太平洋海嶺（海膨）の北端部分である。この湾から北へとカリフォルニア地溝帯が伸び、インペリアル・バレー（Imperial Valley）やサンホアキン・バレー（San Joaquin Valley）、サクラメント・バレー（Sacramento Valley）などの谷が広がっていて、地球の裂け目のひとつであることがわかる。面積約160,000km2。
湾内の主要な島としては、アンヘル・デ・ラ・グアルダ島やティブロン島がある。湾岸の主な都市としてはグアイマス、マサトラン、ラパス、サン・フェリペなどが挙げられる。

## 生態系

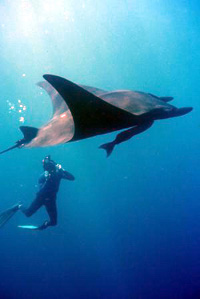
カリフォルニア湾を泳ぐマンタ

沿岸の生態系が豊富で、バハ・カリフォルニア半島には乾燥した岩石海岸が多く、湾奥にはサボテンなどの多肉植物が多く生えるソノラ砂漠、ティブロン島の東海岸およびシナロア州一帯には多くの湿地とマングローブ、島々には砂浜と砂丘がそれぞれ分布している。
カリフォルニア湾奥のアダイル湾は1993年にエル・ピナカテ・イ・グラン・デシエルト・デ・アルタル生物圏保護区一帯と共にユネスコの生物圏保護区に指定された。内陸部のコロラド川の三角州およびアダイル湾、サン・ホルヘ湾、サン・フランシスキトはラムサール条約登録地である。海域および沿岸部にはDistichlis palmeri、Suaeda puertopenascoaなどの植物が生え、コガシラネズミイルカ、ハンドウイルカ、ニシオニクイナ、ウイルソンチドリ、アメリカコアジサシ、アメリカミヤコドリ、クサチヒメドリ、アカウミガメ、クロウミガメ、アオウミガメ、オサガメ、ヒメウミガメ、タイマイ、トトアバ、Gillichthys seta、Anchoa mundeoloides、Colpichthys regis、Leuresthes sardina、ジンベエザメなどが生息している。また、コロラド川にはホグフィッシュ、アダイル湾付近の砂漠地域にはデザートパプフィッシュが生息している。
カリフォルニア湾内の島々は1995年にユネスコの生物圏保護区に指定されたが、2020年に登録が撤回された。うちラサ島、ティブロン島東側のインフィエルニージョ海峡、サン・ペドロ・マルティル島はラムサール条約登録地である。東海岸に近接する地域にはブラックマングローブ、ホワイトマングローブ、アメリカヒルギのマングローブが生え、一帯にはカリフォルニアアシカ、ユウガアジサシ、オグロカモメ、アオアシカツオドリ、カツオドリ、カッショクペリカン、アカハシネッタイチョウ、コクガン、タイマイ、アカウミガメ、オサガメ、ヒメウミガメ、クロウミガメ、トトアバなどが生息している。島々にはブリンチュウ、Sphaeralcea hainesiiなどの植物が生え、サンエステバンチャクワラ、コヨーテ、ミュールジカ、ワキモンユタトカゲ、Uta palmeri、Cnemidophorus martyrisなどが生息している。現在のラサ島には哺乳類が生息していないが、過去に外来種のクマネズミ、ハツカネズミが生息しており、1995年に除去された。サン・ペドロ・マルティル島にはグアノの鉱床が存在しているが、1978年に採掘が停止となった。
南西部のバハ・カリフォルニア半島南部周辺のロレト湾、ラ・パス湾、バランドラ、プルモ岬はラムサール条約登録地であり、ロレト湾一帯にはコロナド諸島、ダンサンテ島、サンタ・カタリーナ島などの東海岸諸島がある。一帯にはホンダワラ属、カニノテ属などの植物が生え、シロナガスクジラ、ナガスクジラ、ザトウクジラ、カツオクジラ、コククジラ、ハシナガイルカ、シワハイルカ、ハンドウイルカ、カリフォルニアアシカ、アライグマ、コヨーテ、ハイイロギツネ、オオアオサギ、アマサギ、アカクロサギ、ユキコサギ、サンショクサギ、ヒメアカクロサギ、ミノゴイ、ゴイサギ、シロトキ、ササゴイ、コオニクイナ、ウイルソンチドリ、アメリカコアジサシ、カッショクペリカン、ミサゴ、アメリカグンカンドリ、アカウミガメ、クロウミガメ、オサガメ、タイマイ、ヒメウミガメ、サバクイグアナ、ゼブラテールリザード、サメおよびウミギク属のSpondylus calcifer、Pinctada mazatlanica、サラレイシ、アメリカオオアカイカなどの軟体動物が生息している。
東海岸にはブラックマングローブ、アメリカヒルギ、ホワイトマングローブ、ボタンマングローブなどのマングローブが多く、ラ・クルスラグーン、エル・ソルダード三角江、バイア・デ・ロボス、ジャバロスとモロンカリト、アヒアバンポ湖とフエルテ川、トポロバンポ、サン・イグナシオ湖、アルタムラ島、パベジョネス入江はラムサール条約登録地である。一帯にはカリフォルニアアシカ、ハンドウイルカ、コビレゴンドウ、マイルカ、コククジラ、シャチ、ウオクイホオヒゲコウモリ、ユウガアジサシ、アカクロサギ、オニクイナ、コオニクイナ、アメリカコアジサシ、カナダヅル、コクガン、キアシオオセグロカモメ、ハヤブサ、ナンベイヒメウ、アメリカグンカンドリ、オオアオサギ、ヒメコンドル、ミサゴ、カンムリカラカラ、クロハラミズナギドリ、アメリカソリハシセイタカシギ、アオウミガメ、クロウミガメ、タイマイ、ヒメウミガメ、Penaeus stylirostris、バナメイエビ、Farfantepenaeus californiensis、Farfantepenaeus brevirostrisおよびボラ、Mugil curema、ターゲットパファー、Diapterus peruvianus、パシフィックシエラ、ハゼ、トウゴロウイワシ科、クロサギ科、カタクチイワシ科、フエダイ科、セントロポマス科の魚類などが生息している。また、付近にはフランケニア属、Guaiacum coulteriなどの植物も生えている。
なお、湾外であるが、「カリフォルニア湾の島々と自然保護区群」に属するイサベル島とマリエタス諸島もラムサール条約登録地であり、マリエタス諸島とマリアス諸島はユネスコの生物圏保護区にも指定されている。イサベル島はアメリカグンカンドリ、アオアシカツオドリ、カツオドリ、セグロアジサシの営巣地であり、マリエタス諸島にはカツオドリ、マミジロアジサシ、クロアジサシ、ワライカモメ、ペリカンなどが生息している。一帯の海域にはカリフォルニアアシカ、ザトウクジラ、シャチ、ヒメウミガメ、サメ、エイなどが生息している。